# Sebastian Plewiński
Sebastian Plewiński (ur. 5 marca 1988 w Legnicy) – polski wokalista, muzyk.
Karierę muzyczną rozpoczął w Młodzieżowym Centrum Kultury w Legnicy. Studiował historię sztuki na Uniwersytecie Warszawskim. Absolwent Prywatnego Studium Muzycznego „Sound and More” w Warszawie. Naukę śpiewu pobierał m.in. u Grażyny Łobaszewskiej, Elżbiety Zapendowskiej, Anny Serafińskiej, Mieczysława Szcześniaka, Janusza Stokłosy, Janusza Józefowicza, Joanny Zagdańskiej, Janusza Szroma i Marzeny Ślusarskiej.
Od 2003 roku współpracuje z Telewizją Polską, będąc reprezentantem TVP na międzynarodowych festiwalach w kraju i zagranicą, które są wpisane na listę FIDOF (ang.: International Federation of Festival Organizations, pol.: Międzynarodowa Federacja Organizatorów Festiwali) z siedzibą w Sherman Oaks (Kalifornia). Jest laureatem Szansy na Sukces. Występował oraz koncertował m.in. w Rosji, Bułgarii, Rumunii, Kazachstanie, Niemczech, Estonii, na Litwie, Łotwie, Białorusi, Ukrainie i na Węgrzech.
Stypendysta Prezydenta RP – Aleksandra Kwaśniewskiego za osiągnięcia w dziedzinie muzyki. Czterokrotny stypendysta Nagrody Prezydenta Miasta Legnica za osiągnięcia artystyczne. Trzykrotny stypendysta Fundacji Edukacji Międzynarodowej zDolny Ślązak z siedzibą we Wrocławiu. Muzyk jest jednym z polskich wokalistów, którzy na stałe współpracują z FIDOF.

## Dorobek artystyczny
- 2009: III miejsce – Międzynarodowy Konkurs Piosenkarzy Europe Sings 2009 w Banja Luka, Bośnia i Hercegowina
- 2009: II miejsce – III Międzynarodowy Festiwal Piosenki Estradowej Młodych Debiutantów w Tallinnie, Estonia
- 2009: Złota Nagroda im. Andrzeja Zauchy – Festiwal Pamięci Andrzeja Zauchy „Serca Bicie”, Bydgoszcz[1][2]
- 2008: I miejsce i Nagroda Główna Dyrektora Festiwalu – Międzynarodowy Festiwal Piosenki Estradowej i Muzyki Rozrywkowej w Noworosyjsku, Rosja
- 2008: Złoty Samowar – I miejsce (nagroda główna) – Festiwal Piosenki Rosyjskiej w Zielonej Górze[3]
- 2008: Grand Prix – VIII Międzynarodowym Festiwalu Piosenki i Tańca „Muszelki Wigier 2008” w kategorii: wokal, Suwałki[4]
- 2008: Krajowy Finał – Krajowy Finał Preselekcji Konkursu Piosenki „Piosenka dla Europy” Eurowizja 2008, Warszawa
- 2007: Nagroda Główna Radia, Nagroda Główna Telewizji MTV Italia, Nagroda Dziennikarzy – Międzynarodowy Festiwal Piosenki Estradowej dla Najlepszego Piosenkarza i Piosenki Europejskiej w Pompejach, Włochy
- 2007: III miejsce – Festiwal: Międzynarodowy Festiwal Piosenkarzy Muzyki Rozrywkowej i Jazzowej Piosenki Świata w Kiszyniowie, Mołdawia
- 2007: II miejsce i Nagroda Telewizji Polskiej TV Polonia – Międzynarodowy Festiwal Kompozytorów i Autorów Tekstu ZAKR Międzyzdroje 2007, Międzyzdroje
- 2007: Złota Lira – III miejsce – Międzynarodowy Festiwal Piosenki „Słowiański Bazar” w Witebsku, Białoruś
- 2006: Nagroda w kategorii do 20 lat – II Festiwal Piosenki im. Anny Jantar we Wrześni[5]
- 2005: Nagroda Główna Akademii Muzycznej i Nagroda Specjalna Komitetu Muzycznego – III Międzynarodowy Festiwal Piosenki „Astana 2005” w Astanie, Kazachstan
- 2005: II miejsce i Nagroda Specjalna za profesjonalizm – Międzynarodowy Festiwal Piosenki POP Discovery 2005 w Warnie, Bułgaria
- 2005: Grand Prix – Międzynarodowy Festiwal Piosenki w Tallinnie, Estonia
- 2005: Grand Prix – Międzynarodowy Festiwal Piosenki Estradowej „Droga Do Gwiazd” w St. Petersburgu, Rosja
- 2004: II miejsce w kategorii piosenka estradowa – IX Spotkania z Muzyką i Poezją w Obornikach Śląskich[6]
- 2003: Nagroda Specjalna – Międzynarodowy Konkurs Piosenki „The Golden Star” w Bukareszcie, Rumunia
- 2003: I miejsce w kategorii dziecięcej – Międzynarodowy Festiwal Piosenki „Słowiański Bazar” w Witebsku, Białoruś
- 2003: Grand Prix – Ogólnopolski Konkurs Piosenki „Wygraj sukces” w Tarnobrzegu
- 2003: Złoty Aplauz – Międzynarodowy Festiwal Piosenki i Tańca Konin 2003 w Koninie (reprezentant Polski)
- 2003: Grand Prix – Ogólnopolski Festiwal Piosenki lat 60. i 70. w Wyszkowie
- 2002: I miejsce – Międzynarodowy Festiwal Piosenki i Tańca w Bałcziku, Bułgaria
- 2001, 2003, 2004: I miejsce – Międzynarodowy Festiwal Piosenki i Tańca w Vesprem, Węgry